# Norbert Ferré
Pour les articles homonymes, voir Ferré.
Norbert Ferré est un magicien illusionniste, metteur en scène et directeur artistique français, né le 23 septembre 1975 à Marseille.
Il connaît une carrière internationale avec son numéro de manipulation à vocation humoristique One for two, two for one, qu'il est capable de jouer en neuf langues , ainsi qu'en tant que présentateur de spectacle. 
Techniquement, il est spécialiste du domaine de la manipulation de scène, en cartes et en balles. Dans le livre grand public La Magie pour les nuls, il est l'un des magiciens cité au chapitre « Dix grands personnages de la magie en France ».

## Biographie

### Les premiers pas
Né à Marseille le 23 septembre 1975 d'un père directeur commercial et d'une mère infirmière libérale, il est le plus jeune des deux enfants de la famille. Il suit des études en commerce, ainsi qu'en sociologie et psychologie qu'il terminera en obtenant un master. Si l'on excepte quelques petits travaux alimentaires anecdotiques, il entrera pleinement dans la vie active directement comme artiste professionnel.
C'est à l'âge de 11 ans, en 1986, que Norbert Ferré assiste au spectacle du magicien Christian Preston à La Ciotat : c'est le coup de foudre pour cet art. Le cadeau d'une traditionnelle boite de magie pour enfant, la lecture de tous les livres de magie qu'il peut trouver, affermiront sa passion. À 14 ans, il est accepté au Club des Magiciens de Marseille, affilié à la FFAP, club dont il deviendra quelques années plus tard le président de 1998 à 2001 . Il utilise à l'époque le pseudonyme de Maginor, qu'il abandonnera dans l'année 1999 pour se présenter depuis sous son patronyme réel .

### Parcours artistique
Très vite, dans les différents domaines de la prestidigitation (voir illusionisme, 2.2), Norbert Ferré choisira celui de la manipulation. Il commence, en 1989, à monter un numéro, qu'il se décide à présenter, en 1991, au premier concours de magie Jean-Eugène Robert-Houdin de Blois (il se produit encore sous le nom de scène de Maginor), il y remporte un deuxième prix qui l'encouragera. Il recevra, à cette occasion, les conseils de Pierre Brahma, le seul français à l'époque ayant réussi à décrocher le grand prix à la Fédération internationale des sociétés magiques FISM (sorte de Jeux olympiques de la prestidigitation ayant lieu tous les trois ans) . Norbert Ferré continue à travailler son numéro, et le présente cette fois au concours national de l'AFAP (ancien nom de la FFAP) à Perpignan en 1999.
Il remporte le troisième prix de manipulation. Il soumet son numéro à la 26e Convention du Club royal des magiciens de Bruxelles en Belgique (Cercle 86 de l'International Brotherhood of Magicians (en), appelée communément IBM), il y obtient une deuxième place en catégorie Manipulation. Six mois plus tard, il obtient le même prix à la 22e convention FISM à Lisbonne . Ayant terminé ses études, il choisit définitivement d'opter pour la profession d’illusionniste.
En septembre 2000, il devient le premier artiste français à être invité par la convention internationale de magie organisée par Teyno . À cette période, il joue son numéro dans les festivals, les conventions de magie.
En 2003, à la 23e convention FISM de La Haye en juillet, il obtient un premier prix dans la catégorie manipulation et remporte le grand prix général toutes catégories, devenant ainsi « Champion du Monde » ,.
Il ne fera plus de concours. En France, il continuera à se produire dans de nombreux festivals et conventions magiques et sera, entre autres, un des artistes de la tournée La nuit de la magie programmée dans de nombreuses villes du pays. Il sera aussi engagé par le Crazy Horse de Paris (il sera aussi retenu pour les tournées à l'étranger du cabaret, le Forever Crazy Horse Tour, en Espagne, en Russie...) . Il est désormais aussi beaucoup appelé à l'étranger, il voyagera dans le monde entier en se produisant dans les grands cabarets, les festivals de magie importants . Il se produira aussi dans des cirques . Enfin, on le verra dans des émissions de télévision du monde entier .

## Prix et récompenses[4]
Fin juin 2000, il remporte la deuxième place en manipulation à la 26e convention du Club Royal des Magiciens de Bruxelles et à la 22e convention FISM à Lisbonne.
En 2001, il reçoit à Las Vegas le prix de l'Originalité du « World Magic Seminar 2001 » et en décembre de la même année, The Magic Circle (en) de Londres l'intronise MIMC (Membership of the Inner Magic Circle), le plus haut degré pour ses membres .
En 2002, l'Académie des Arts Magiques lui décerne un Mandrake d'or à Paris.
En 2003, à la 23e convention FISM de La Haye, il devient Champion du Monde dans la catégorie manipulation et remporte le grand prix toutes catégories.
Le Grand Prix de la FISM a été le dernier concours auquel il a participé, depuis lors il se produit dans les plus célèbres festivals, conventions ou cabarets autour du monde, et continue de recevoir des prix honorifiques, tels ceux ci-dessous.

### Prix honorifiques
En octobre 2003, la FFAP lui décerne la médaille d'or « Jean-Eugène Robert-Houdin » lors du congrès d'Aix-les-Bains.
Le 5 juillet 2005, il reçoit la « Médaille de la Ville de Marseille ».
Parmi les autres prix notables, citons : aux États-Unis, le prix d'excellence (club des Magiciens de l'État de Floride - Magic on the Beach XIII), ou encore, en Espagne : la plaque commémorative 2014 conférée par la ville de Tamarit de Llitera en Espagne (Collectif pro-Tamarit - Encuentro Nacional de Mago Florences Gili).

## Synopsis du numéro
Le synopsis reprend un principe de parodie de L'Étrange Cas du docteur Jekyll et de M. Hyde, un peu dans la lignée du Docteur Jerry and Mister Love de Jerry Lewis.
Sur une scène au décor minimal (un guéridon, avec une boite marquée « Surprise », une pancarte sur laquelle on lit « Prédiction »). Norbert Ferré va jouer deux personnages : l'hôte, débonnaire, drôle et maladroit, et le magicien, très sérieux et habile. Le numéro commence par l'hôte, qui a pour tâche de faire passer agréablement le temps en attendant l'arrivée du grand magicien. Ce sera l'occasion de quelques plaisanteries, et de quelques pas de claquettes, l'hôte étant très fier de ses nouvelles chaussures et tenant à attirer l'attention sur elles. Après un tour sur lui-même de l'artiste, le « grand magicien » se révèle : le numéro n'est plus parlé, on entend, en fond musical, un extrait de la comédie musicale Un violon sur le toit,  et commence alors une série de manipulations, de fioritures, d'effets magiques nécessitant une grande dextérité avec des boules et des cartes, pendant quelques minutes .
La routine s'achevant, l'artiste fait à nouveau un tour sur lui-même, et le premier personnage, le débonnaire, refait son apparition. Celui-ci va chercher la pancarte prédiction et la retourne : ce qui est marqué dessus surprend les spectateurs, qui comprennent avoir été manipulés. Après quelques nouvelles plaisanteries, le "grand magicien" fait encore une fois son apparition pour une nouvelle démonstration de dextérité. Après celle-ci, une dernière fois, on retrouve le personnage débonnaire, qui va révéler le contenu de la boite avec marqué « surprise » : là encore, le public sera surpris par ce que contient la boite, et qui est en fait un ultime tour de magie. Le numéro se termine par quelques dernières pointes d'humour...
Le numéro allie des effets magiques et des exploits en matière de fioritures à un jeu d'acteur, une théâtralisation, suivant un précepte connu des illusionnistes énoncé par Jean Eugène Robert-Houdin : « Le magicien est un comédien qui joue le rôle d'un magicien » .

## Activités annexes
Norbert Ferré écrit occasionnellement des articles pour les revues de prestidigitation, telles que La revue de la prestidigitation éditée par la FFAP .
Il est président, depuis le 19 mars 2012, de « MAGEV », association caritative d'intérêt général loi 1901 dont le but est d'offrir des spectacles de magie, des ateliers de sculpture de ballons et autres à des enfants éprouvés par la vie (maladie, maltraitance , etc.), et à des adultes en situation de handicap .
Enfin, en sus de sa propre carrière artistique, Norbert Ferré s’occupe professionnellement de celles d'artistes internationaux, tels Luis de Matos, Yu Hojin, Winston Fuenmayor, etc.

## Filmographie
- 2001 : L'Origine du monde de Jérôme Enrico